# Zweisprachige Ortsnamen in Polen

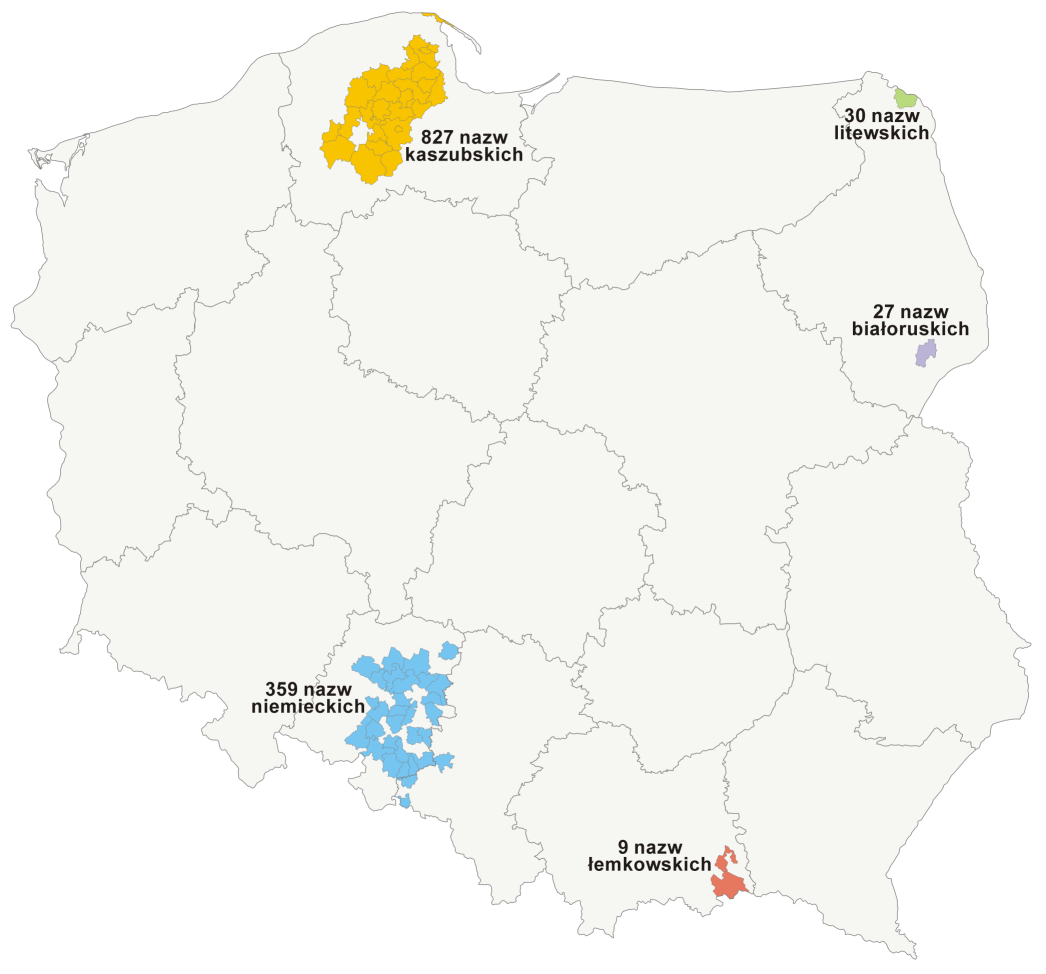
Zweisprachige Ortsnamen in Polen
blau: deutsch,
gelb: kaschubisch,
grün: litauisch,
rot: lemkisch,
violett: belarussisch

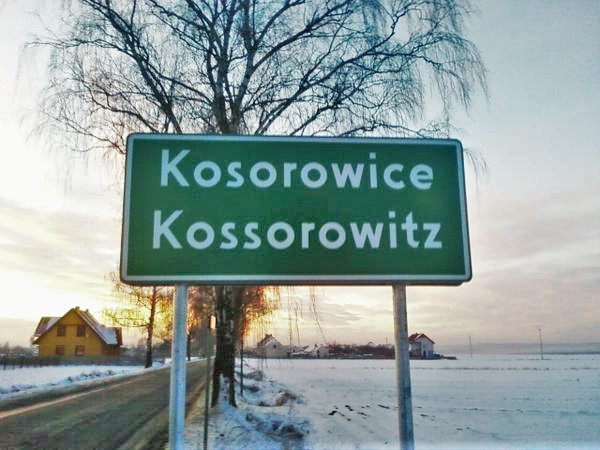
Polnisch-deutsches Ortsschild in Kossorowitz / Kosorowice in Oberschlesien

Die Möglichkeit zweisprachiger Ortsbezeichnungen in Polen hatte ein 2005 vom Parlament verabschiedetes Gesetz geschaffen. Es sieht ferner vor, dass in Gebieten mit nationalen Minderheiten ihre Muttersprache als Hilfssprache bei Behördengängen zugelassen werden könne. 17 Gemeinden mit deutscher Minderheit hatten sich nach Angaben des polnischen Innenministeriums bereits angemeldet. Sieben weitere bemühten sich damals um die Aufnahme ins Register. In Polen leben rund 150.000 Deutschstämmige, vor allem in Schlesien. Um ähnliche Erleichterungen bemühten sich auch Ortschaften mit belarussischer, litauischer, lemkischer und kaschubischer Minderheit.
Zweisprachige Ortsnamen wurden inzwischen auch in den kaschubischen Gemeinden Stężyca und Chmielno eingeführt. Erste Ortschaft war dabei Szymbark, auf Kaschubisch lautet der Ortsname „Szimbark“. Die Genehmigungen für diese Gemeinden haben allerdings keinen direkten Bezug zum Minderheitengesetz. Die Kaschuben gelten nämlich weder als eine nationale noch eine ethnische Minderheit. Dafür aber ist ihre Sprache als Regionalsprache anerkannt worden. In ganz Polen werden derzeit 52 Gemeinden den Anforderungen bezüglich zweisprachiger Ortsnamen gerecht, davon liegen 27 in der Woiwodschaft Opole.
Obwohl nur Namen aus der Zeit 1933 bis 1945 ausdrücklich nicht erlaubt sind, zeigte sich, dass die zuständige Kommission auch darüber hinaus willkürlich über die Einführung von Namen in den Minderheitensprachen entscheidet. So verhinderte sie beispielsweise auch die Wiedereinführung von Namen, die vor 1933 eingeführt wurden. Dadurch zeigt sich eine deutliche Bevormundung der Minderheiten sowie eine Einschränkung der Selbstbestimmungsrechte der Minderheiten. Gleichzeitig verhindern die aktuellen Regelungen auch die Einführung moderner und neuer Namen oder Änderungen von Namen. Dies ist besonders problematisch, da neugegründete Orte oder andere neuentstandene topographische Objekte somit keine Namen in den Minderheitensprachen erhalten können. Dies bedeutet, dass die Minderheiten nur eingeschränkt ihre Kultur und Sprache pflegen können, sie dazu gezwungen sind, in vergangenen Zeiten zu verharren. Jedoch zeichnen sich lebendige Sprachen gerade dadurch aus, dass sie sich verändern.

## Zweisprachige Gemeinden in Polen
Zweisprachige Ortsschilder dürfen in genannten Gemeinden erst aufgestellt werden, wenn die deutschen Ortsbezeichnungen/Straßennamen gemäß der Verordnung über zweisprachige Orts- und Lagebezeichnungen Dwujęzyczne nazewnictwo geograficzne offiziell genehmigt wurden. Dafür muss der Gemeinderat der Einführung der deutschen Bezeichnungen zustimmen und es müssen die Genehmigungen des Woiwoden sowie des polnischen Innenministeriums (MSWiA) vorliegen. Zwar muss die Gemeindebevölkerung nur befragt werden, wenn der Anteil der deutschen Minderheit an der Bevölkerung unter 20 % liegt, doch setzen auch die Gemeinden mit über 20 % auf freiwillige Umfragen. Bisher wurden die Verordnung und damit das Recht auf zweisprachige Ortsschilder nach und nach in den Gemeinden Radlau / Radłów, Czissek / Cisek, Leschnitz / Leśnica, Tarnau / Tarnów Opolski, Chronstau / Chrząstowice, Stubendorf / Izbicko, Guttentag / Dobrodzień, Himmelwitz / Jemielnica, Colonnowska / Kolonowskie, Kranowitz / Krzanowice, Ujest / Ujazd, Zülz / Biała, Zembowitz / Zębowice, Klein Strehlitz / Strzeleczki, Comprachtschütz / Komprachcice, Groß Döbern / Dobrzeń Wielki, Oberglogau / Głogówek, Lugnian / Łubniany, Proskau / Prószków, Gogolin / Gogolin, Birawa / Bierawa, Reinschdorf / Reńska Wieś, Turawa / Turawa, Kieferstädtel / Sośnicowice sowie für Lubowitz / Łubowice, einen Ortsteil von Rudnik eingeführt.
Die zweisprachigen Ortsschilder sind wie die bisherigen grün gehalten und weiß beschriftet. Unter dem polnischen Ortsnamen steht in gleicher Schriftgröße der deutsche. In der Gemeinde Czissek wurden zu den alten Ortsschildern zusätzlich deutschsprachige Schilder angehängt. Ob das Anbringen getrennter Schilder dem polnischen Minderheitengesetz entspricht, ist aber unklar. Zwar waren deutschsprachige Ortsschilder seit 2005 erlaubt, es hatte bis 2008 jedoch keine berechtigte Gemeinde von den Behörden Geld für die Aufstellung von deutschsprachigen Ortsschildern erhalten. Erst für das Jahr 2008 wurden erstmals 250.000 Złoty für die Herstellung und Aufstellung von Ortsschildern eingeplant. Zunächst wurde davon ausgegangen, dass die Gemeinde Radlau/Radłów im Herbst 2008 die ersten deutschsprachigen Ortsschilder aufstellen wird. Am 4. September 2008 erhielt dann Lubowitz/Łubowice als erster Ort deutschsprachige Ortstafeln. Am 12. September 2008 folgte die Gemeinde Radlau/Radłów als erste Kommune in Polen mit der feierlichen Enthüllung zweisprachiger Ortsschilder. Am 15. September 2008 wurden in der Gemeinde Czissek/Cisek deutschsprachige Ortsschilder aufgestellt.
Zusätzliche Straßennamen in deutscher Sprache wurden bisher von keiner Gemeinde beantragt. Jedoch gibt es schon seit der politischen Wende in Polen 1989 auch privat finanzierte zweisprachige Begrüßungstafeln (u. Ä.).
Solche öffentlichen Symbole der Zweisprachigkeit und der deutschen Minderheit sind in Polen nicht unumstritten; es blieb aber meist bei Drohungen, (neue) deutschsprachige Schilder oder Inschriften zu zerstören. Gegner der Minderheitengesetze sahen sich 2004 in ihren Befürchtungen – die Minderheit untergrabe die staatsrechtliche Souveränität Polens im Oppelner Land – bestätigt, als der Starost von Strzelce Opolskie – selbst Mitglied der Minderheit – das obligatorische polnische Staatswappen an seinem Amtsgebäude durch das Landkreiswappen und ein zweisprachiges Informationsschild ersetzte, was eine Straftat darstellt, die mit bis zu einem Jahr Gefängnisstrafe geahndet wird, und sogar zu einer Sejm-Debatte und der Distanzierung anderer Minderheitsvertreter führte.

### Gemeinde Birawa/Gmina Bierawa
Offiziell zweisprachig (deutsche Sprache) sind seit 10. Januar 2011:
- Alt Cosel/Stare Koźle
- Birawa/Bierawa
- Brzezetz/Brzeźce
- Goschütz/Goszyce
- Jakobswalde/Kotlarnia
- Klein Althammer/Stara Kuźnia
- Libischau/Lubieszów
- Ortowitz/Ortowice
- Sackenhoym/Grabówka

Offiziell zweisprachig (deutsche Sprache) sind seit 25. Mai 2011:
- Oderwalde/Dziergowice[8]

### Gemeinde Chronstau/Gmina Chrząstowice
Offiziell zweisprachig (deutsche Sprache) sind seit 20. Mai 2008:
- Chronstau/Chrząstowice
- Danietz/Daniec
- Dembio/Dębie
- Dembiohammer/Dębska Kuźnia
- Derschau/Suchy Bór
- Dombrowitz/Dąbrowice
- Fallmirowitz/Falmirowice
- Lendzin/Lędziny
- Tempelhof/Niwki

### Gemeinde Colonnowska/Gmina Kolonowskie
Offiziell zweisprachig (deutsche Sprache) sind seit 14. November 2008:
- Carmerau/Spórok
- Colonnowska/Kolonowskie
- Groß Stanisch/Staniszcze Wielkie
- Klein Stanisch/Staniszcze Małe

### Gemeinde Comprachtschütz/Gmina Komprachcice
Offiziell zweisprachig (deutsche Sprache) sind seit 1. Dezember 2009:
- Bowallno/Wawelno
- Chmiellowitz/Chmielowice
- Comprachtschütz/Komprachcice
- Dometzko/Domecko
- Dziekanstwo/Dziekaństwo
- Ochotz/Ochodze
- Polnisch Neudorf/Polska Nowa Wieś
- Rothhaus/Osiny
- Simsdorf/Pucnik
- Zirkowitz/Zerkowice

### Gemeinde Czissek/Gmina Cisek
Offiziell zweisprachig (deutsche Sprache) sind seit 11. Oktober 2007:
- Blaseowitz/Błażejowice
- Czissek/Cisek
- Dzielnitz/Dzielnica
- Kobelwitz/Kobylice
- Landsmierz/Landzmierz
- Lohnau/Łany
- Mistitz/Miejsce Odrzańskie
- Niesnaschin/Nieznaszyn
- Podlesch/Podlesie
- Przewos/Przewóz
- Roschowitzdorf/Roszowice
- Roschowitzwald/Roszowicki Las
- Stöblau/Steblów
- Suckowitz/Sukowice

### Gemeinde Gogolin/Gmina Gogolin
Offiziell zweisprachig (deutsche Sprache) sind seit 30. April 2010:
- Chorulla/Chorula
- Dombrowka/Dąbrówka
- Goradze/Górażdże
- Gross Stein/Kamień Śląski
- Klein Stein/Kamionek
- Malnie/Malnia
- Oberwitz/Obrowiec
- Oderwanz/Odrowąż
- Sakrau/Zakrzów

### Gemeinde Groß Döbern/Gmina Dobrzeń Wielki
Offiziell zweisprachig (deutsche Sprache) sind seit 1. Dezember 2009:
- Groß Döbern/Dobrzeń Wielki
- Borrek/Borki
- Finkenstein/Brzezie
- Chrosczütz/Chróścice
- Czarnowanz/Czarnowąsy
- Klein Döbern/Dobrzeń Mały
- Krzanowitz/Krzanowice
- Kupp/Kup
- Horst/Świerkle

### Gemeinde Gross Lassowitz/Gmina Lasowice Wielkie
Offiziell zweisprachig (deutsche Sprache) sind seit 16. August 2010:
- Gross Lassowitz/Lasowice Wielki
- Grunowitz/Gronowice
- Jaschine/Jasienie
- Klein Lassowitz/Lasowice Małe
- Kotschanowitz/Chocianowice
- Kudoba/Chudoba
- Laskowitz/Laskowice
- Marienfeld/Oś
- Sausenberg/Szumirad
- Schiorke/Ciarka
- Thule/Tuły
- Trebitschin/Trzebiszyn
- Wendrin/Wędrynia

### Gemeinde Groß Neukirch/Gmina Polska Cerekiew
Offiziell zweisprachig (deutsche Sprache) sind seit 29. April 2011:
- Czienskowitz/Ciężkowice
- Dzielau/Dzielawy
- Groß Neukirch/Polska Cerekiew
- Grzendzin/Grzędzin
- Jaborowitz/Jaborowice
- Klein Ellguth/Ligota Mała
- Lanietz/Łaniec
- Mierzenzin/Mierzęcin
- Puhlau/Połowa
- Sakrau/Zakrzów
- Witoslawitz/Witosławice
- Wronin/Wronin

### Gemeinde Groß Strehlitz/Gmina Strzelce Opolskie
Offiziell zweisprachig (deutsche Sprache) sind seit 14. November 2024:
- Jendrin/Jędrynie
- Rosmierz/Rozmierz
- Warmuntowitz/Warmątowice

### Gemeinde Guttentag/Gmina Dobrodzień
Offiziell zweisprachig (deutsche Sprache) sind seit 4. Juli 2008:
- Blachow/Błachów
- Bonken/Bąki
- Bzinitz/Bzinica Stara
- Bziunkau/Bzionków
- Charlottenthal/Klekotna
- Dombrowitze/Dąbrowica
- Ellguth Guttentag/Ligota Dobrodzieńska
- Glowtschütz/Główczyce
- Goslawitz/Gosławice
- Guttentag/Dobrodzień
- Heine/Kolejka
- Kotzuren/Kocury
- Lisczok/Liszczok
- Makowtschütz/Makowczyce
- Malchow/Malichów
- Mischline/Myślina
- Petershof/Pietraszów
- Pluder/Pludry
- Rendzin/Rędzina
- Rzendowitz/Rzędowice
- Schemrowitz/Szemrowice
- Thursy/Turza
- Warlow/Warłów
- Wilhelmshort/Bzinica Nowa
- Zwoss/Zwóz

### Gemeinde Himmelwitz/Gmina Jemielnica
Offiziell zweisprachig (deutsche Sprache) sind seit 14. November 2008:
- Gonschiorowitz/Gąsiorowice
- Himmelwitz/Jemielnica
- Lasisk/Łaziska
- Liebenhain/Barut
- Petersgrätz/Piotrówka
- Wierschlesche/Wierchlesie

### Gemeinde Kieferstädtel/Gmina Sośnicowice
Offiziell zweisprachig (deutsche Sprache) sind seit 10. Oktober 2013:
- Althammer/Trachy
- Kieferstädtel/Sośnicowice
- Koslow/Kozłów
- Rachowitz/Rachowice
- Schierakowitz/Sierakowice
- Smolnitz/Smolnica

### Gemeinde Klein Strehlitz/Gmina Strzeleczki
Offiziell zweisprachig (deutsche Sprache) sind seit 24. November 2008:
- Buhlau/Buława
- Dobrau/Dobra
- Klein Strehlitz/Strzeleczki
- Komornik/Komorniki
- Kopaline/Kopalina
- Kujau/Kujawy
- Lobkowitz/Łowkowice
- Lorenzdorf/Wawrzyńcowice
- Moschen/Moszna
- Neubude/Nowy Bud
- Neumühle/Nowy Młyn
- Pechhütte/Smolarnia
- Rasselwitz/Racławiczki
- Schiegau/Ścigów
- Schreibersdorf/Pisarzowice
- Sedschütz/Dziedzice
- Servitut/Serwitut
- Ursulanowitz/Urszulanowice
- Zellin/Zielina

### Gemeinde Kranowitz/Gmina Krzanowice
Offiziell zweisprachig (deutsche Sprache) sind seit 19. November 2008:
- Bojanow/Bojanów
- Borutin/Borucin
- Klein Peterwitz/Pietraszyn
- Kranowitz/Krzanowice

Offiziell zweisprachig (deutsche Sprache) sind seit 1. Dezember 2009:
- Woinowitz/Wojnowice

### Gemeinde Leschnitz/Gmina Leśnica
Offiziell zweisprachig (deutsche Sprache) sind seit 11. April 2008:
- Dollna/Dolna
- Kadlubietz/Kadłubiec
- Krassowa/Krasowa
- Lenkau/Łąki Kozielskie
- Leschnitz/Leśnica
- Lichinia/Lichynia
- Poremba/Poręba
- Raschowa/Raszowa
- Salesche/Zalesie Śląskie
- Sankt Annaberg/Góra Świętej Anny
- Scharnosin/Czarnocin
- Wyssoka/Wysoka

### Gemeinde Lugnian/Gmina Łubniany
Offiziell zweisprachig (deutsche Sprache) sind seit 30. April 2010:
- Biadacz/Biadacz
- Brinnitz/Brynica
- Heinrichsfelde/Grabie
- Jellowa/Jełowa
- Kempa/Kępa
- Kobyllno/Kobylno
- Kollanowitz/Kolanowice
- Luboschütz/Luboszyce
- Lugnian/Łubniany
- Lugnian Dombrowka/Dąbrówka Łubniańska
- Massow/Masów

### Gemeinde Murow/Gmina Murów
Offiziell zweisprachig (deutsche Sprache) sind seit 31. März 2009:
- Alt Budkowitz/Stare Budkowice
- Dambinietz/Dębiniec
- Friedrichsthal/Zagwiździe
- Georgenwerk/Bukowo
- Morczinek/Morcinek
- Murow/Murów
- Neu Budkowitz/Nowe Budkowice
- Neuwedel/Święciny
- Plümkenau/Radomierowice
- Podewils/Kały
- Süßenrode/Młodnik
- Tauenzinow/Okoły
- Zedlitz/Grabice

### Gemeinde Oberglogau/Gmina Głogówek
Offiziell zweisprachig (deutsche Sprache) sind seit 1. Dezember 2009:
- Alt Kuttendorf/Stare Kotkowice
- Blaschewitz/Błażejowice Dolne
- Deutsch Müllmen/Wierzch
- Dirschelwitz/Dzierżysławice
- Friedersdorf/Biedrzychowice
- Fröbel/Wróblin
- Golschowitz/Golszowice
- Kerpen/Kierpień
- Leschnig/Leśnik
- Malkowitz/Malkowice
- Mochau/Mochów
- Mutzkau/Mucków
- Neu Kuttendorf/Nowe Kotkowice
- Neuvorwerk/But
- Oberglogau/Głogówek
- Polnisch Müllmen/Mionów
- Repsch/Rzepcze
- Schwesterwitz/Zwiastowice
- Syßlau/Sysłów
- Twardawa/Twardawa
- Zowade/Zawada

Offiziell zweisprachig (deutsche Sprache) sind seit 30. April 2010:
- Schekai/Chudoba

### Gemeinde Pawlowitzke/Gmina Pawłowiczki
Offiziell zweisprachig (deutsche Sprache) sind seit 30. September 2014:
- Autischkau/Ucieszków
- Borislawitz/Borzysławice
- Dobroslawitz/Dobrosławice
- Grötsch/Grodzisko
- Groß Nimsdorf/Naczęsławice
- Klein Grauden/Grudynia Mała
- Koske/Kózki
- Matzkirch/Maciowakrze
- Ostrosnitz/Ostrożnica
- Trawnig/Trawniki

### Gemeinde Proskau/Gmina Prószków
Offiziell zweisprachig (deutsche Sprache) sind seit 30. April 2010:
- Boguschütz/Boguszyce
- Chrzowitz/Chrzowice
- Chrzumczütz/Chrząszczyce
- Ellguth Proskau/Ligota Prószkowska
- Follwark/Folwark
- Gorek/Górki
- Gross Schimnitz/Zimnice Wielkie
- Jaschkowitz/Jaśkowice
- Klein Schimnitz/Zimnice Małe
- Neuhammer/Nowa Kuźnia
- Proskau/Prószków
- Przyschetz/Przysiecz
- Winau/Winów
- Zlattnik/Złotniki
- Zlönitz/Źlinice

### Gemeinde Radlau/Gmina Radłów
Offiziell zweisprachig (deutsche Sprache) sind seit 22. Dezember 2006:
- Alt Karmunkau/Stare Karmonki
- Bischdorf/Biskupice
- Ellguth/Ligota Oleska
- Friedrichswille/Kolonia Biskupska
- Kostellitz/Kościeliska
- Neu Karmunkau/Nowe Karmonki
- Psurow/Psurów
- Radlau/Radłów
- Sternalitz/Sternalice
- Wichrau/Wichrów
- Wollentschin/Wolęcin

Offiziell zweisprachig (deutsche Sprache) sind seit 29. Dezember 2007:
- Strassenkrug/Biskupskie Drogi

### Gemeinde Reinschdorf/Gmina Reńska Wieś
Offiziell zweisprachig (deutsche Sprache) sind seit 11. Januar 2011:
- Dembowa/Dębowa
- Gieraltowitz/Gierałtowice
- Juliusburg/Radziejów
- Kamionka/Kamionka
- Klein Nimsdorf/Naczysławki
- Komorno/Komorno
- Langlieben/Długomiłowice
- Lenschütz/Łężce
- Mechnitz/Mechnica
- Nesselwitz/Pokrzywnica
- Pickau/Bytków
- Poborschau/Poborszów
- Potzenkarb/Pociękarb
- Reinschdorf/Reńska Wieś
- Wiegschütz/Większyce

### Gemeinde Rudnik/Gmina Rudnik
Offiziell zweisprachig (deutsche Sprache) sind seit 11. April 2008:
- Lubowitz/Łubowice

### Gemeinde Stubendorf/Gmina Izbicko
Offiziell zweisprachig (deutsche Sprache) sind seit 20. Mai 2008:
- Boritsch/Borycz
- Grabow/Grabów
- Kroschnitz/Krośnica
- Ottmütz/Otmice
- Posnowitz/Poznowice
- Schedlitz/Siedlec
- Sprentschütz/Sprzęcice
- Stubendorf/Izbicko
- Sucho-Danietz/Suchodaniec
- Tschammer Ellguth/Ligota Czamborowa
- Zauche/Utrata

### Gemeinde Tarnau/Gmina Tarnów Opolski
Offiziell zweisprachig (deutsche Sprache) sind seit 14. April 2008:
- Konty/Kąty Opolskie
- Kossorowitz/Kosorowice
- Kupferberg/Miedziana
- Nakel/Nakło
- Przywor/Przywory
- Raschau/Raszowa
- Schulenburg/Walidrogi
- Tarnau/Tarnów Opolski

### Gemeinde Turawa/Gmina Turawa
Offiziell zweisprachig (deutsche Sprache) sind seit 8. März 2012:
- Bierdzan/Bierdzany
- Ellguth Turawa/Ligota Turawska
- Friedrichsfelde/Rzędów
- Groß Kottorz/Kotórz Wielki
- Kadlub Turawa/Kadłub Turawski
- Klein Kottorz/Kotórz Mały
- Königshuld/Osowiec
- Sacrau Turawa/Zakrzów Turawski
- Sowade/Zawada
- Turawa/Turawa
- Wengern/Węgry

Offiziell zweisprachig (deutsche Sprache) sind seit 10. Januar 2013:
- Trzenschin/Trzęsina

### Gemeinde Ujest/Gmina Ujazd
Offiziell zweisprachig (deutsche Sprache) sind seit 19. November 2008:
- Alt Ujest/Stary Ujazd
- Balzarowitz/Balcarzowice
- Jarischau/Jaryszów
- Kaltwasser/Zimna Wódka
- Klutschau/Klucz
- Niesdrowitz/Niezdrowice
- Nogowschütz/Nogowczyce
- Olschowa/Olszowa
- Schironowitz/Sieroniowice
- Ujest/Ujazd

### Gemeinde Walzen/Gmina Walce
Offiziell zweisprachig (deutsche Sprache) sind seit 3. Juni 2009:
- Broschütz/Brożec
- Dobersdorf/Dobieszowice
- Grocholub/Grocholub
- Kramelau/Kromołów
- Rosnochau/Rozkochów
- Schwärze/Ćwiercie
- Straduna/Stradunia
- Walzen/Walce
- Zabierzau/Zabierzów

### Gemeinde Zembowitz/Gmina Zębowice
Offiziell zweisprachig (deutsche Sprache) sind seit 19. November 2008:
- Frei Kadlub/Kadłub Wolny
- Kneja/Knieja
- Lenke/Łąka
- Oschietzko/Osiecko
- Poscholkau/Poczołków
- Pruskau/Prusków
- Radau/Radawie
- Schiedlisk/Siedliska
- Zembowitz/Zębowice

### Gemeinde Zülz/Gmina Biała
Offiziell zweisprachig (deutsche Sprache) sind seit 24. November 2008:
- Altzülz/Solec
- Bresnitz/Brzeźnica
- Dambine/Dębina
- Ellguth/Ligota Bialska
- Ernestinenberg/Górka Prudnicka
- Fronzke/Frącki
- Grabine/Grabina
- Groß Pramsen/Prężyna
- Josefsgrund/Józefów
- Kohlsdorf/Kolnowice
- Krobusch/Krobusz
- Legelsdorf/Ogiernicze
- Lonschnik/Łącznik
- Mokrau/Mokra
- Mühlsdorf/Miłowice
- Neudorf/Nowa Wieś Prudnicka
- Olbersdorf/Olbrachcice
- Ottok/Otoki
- Pogosch/Pogórze
- Probnitz/Browiniec Polski
- Radstein/Radostynia
- Rosenberg/Rostkowice
- Schartowitz/Czartowice
- Schelitz/Chrzelice
- Schmitsch/Śmicz
- Simsdorf/Gostomia
- Waschelwitz/Wasiłowice
- Wilkau/Wilków
- Ziabnik/Żabnik
- Zülz/Biała

### Gmina Chmielno/Gmina Chmielno
Offiziell zweisprachig (kaschubische Sprache) sind seit 3. Dezember 2007:
- Babino/Babino
- Borczaki/Bórczëczi
- Borzestowo/Bòrzestowò
- Borzestowska Huta/Bòrzestowskô Hëta
- Bukowinki/Bùkòwinczi
- Cegliska/Ceglëska
- Chmielno/Chmielno
- Chmielonko/Chmielónkò
- Dejk/Dejk
- Garcz/Gôrcz
- Glinno/Glinno
- Grodzisko/Grodzëskò
- Haska/Hôska
- Koryta/Kòrëta
- Kożyczkowo/Kòżëczkòwò
- Lipowiec/Lëpówc
- Maks/Maks
- Miechucino/Miechùcëno
- Miechucińskie Chrósty/Miechùcczé Chróstë
- Młyn Dolny/Dólny Młin
- Młyn Górny/Górny Młin
- Osowa Góra/Òsowô Góra
- Przewóz/Przewóz
- Reskowo/Reskòwò
- Rzym/Rzim
- Stanowisko/Stónowiskò
- Stary Dwór/Stôri Dwór
- Sznurki/Sznërczi
- Węgliska/Wãglëska
- Zajezierze/Zajezerzé
- Zawory/Zôwòrë

### Gmina Stężyca/Gmina Stãżëca
Offiziell zweisprachig (kaschubische Sprache) sind seit 14. November 2007:
- Betlejem/Betlejem
- Bolwerk/Bùlwark
- Borucino/Borëcëno
- Chróstowo/Chróstowò
- Czysta Woda/Czëstô Wòda
- Danachowo/Donachòwò
- Dąbrowa/Dąbrowa
- Delowo/Délowò
- Drozdowo/Drozdowò
- Dubowo/Dubòwò
- Gapowo/Gapòwò
- Kamienny Dół/Kamianny Dół
- Kolano/Kòlano
- Krzeszna/Krzeszna
- Kucborowo/Kùcbòrowò
- Łączyno/Łątczëno
- Łączyński Młyn/Łątczińsczi Młin
- Malbork/Malbórg
- Mestwin/Mestwinowò
- Nowa Sikorska Huta/Nowô Sëkòrskô Hëta
- Nowe Czaple/Nowé Czaple
- Nowe Łosienice/Nowé Łoseńce
- Nowy Ostrów/Nowi Òstrów
- Ostrowo/Òstrowò
- Pażęce/Pażãce
- Potuły/Pòtułë
- Przymuszewo/Przëmùszewò
- Przyrowie/Przërowié
- Pustka/Pùstka
- Pypkowo/Pipkòwò
- Rzepiska/Rzepiska
- Sikorzyno/Sëkòrzëno
- Smokowo/Smòkòwò
- Stara Sikorska Huta/Stôrô Sëkòrskô Hëta
- Stare Czaple/Stôré Czaple
- Stare Łosienice/Stôré Łoseńce
- Stężyca/Stãżëca
- Stężycka Huta/Stãżëckô Hëta
- Szczukowo/Szczukòwò
- Szymbark/Szimbark
- Śnice/Snice
- Uniradze/Ùniredzé
- Wieżyca/Wieżëca
- Zdrębowo/Zdrãbòwò
- Zgorzałe/Zgòrzałé

Offiziell zweisprachig sind seit 20. Mai 2008:
- Czapielski Młyn/Czapelsczi Młin
- Gołubie/Golëbie
- Kamienica Szlachecka/Kamiéńca Szlacheckô
- Klukowa Huta/Klëkòwô Hëta
- Niesiołowice/Niesołejce
- Nowa Wieś/Nowô Wies
- Pierszczewko/Pierszczewkò
- Pierszczewo/Pierszczewò
- Wygoda Łączyńska/Łątczińskô Wigòda
- Żuromino/Żëromino

### Gmina Puńsk/Punsko valsčius
Offiziell zweisprachig (litauische Sprache) sind seit 20. Mai 2008:
- Boksze-Osada/Bokšiai
- Buda Zawidugierska/Vidugirių Būda
- Buraki/Burokai
- Dowiaciszki/Dievetiškė
- Dziedziule/Didžiuliai
- Giłujsze/Giluišiai
- Kalinowo/Kalinavas
- Kompocie/Kampuočiai
- Krejwiany/Kreivėnai
- Nowiniki/Navinykai
- Ogórki/Agurkiai
- Oszkinie/Ožkiniai
- Pełele/Peleliai
- Poluńce/Paliūnai
- Przystawańce/Pristavonys
- Puńsk/Punskas
- Rejsztokiemie/Raistiniai
- Sankury/Sankūrai
- Sejwy/Seivai
- Skarkiszki/Skarkiškiai
- Szlinokiemie/Šlynakiemis
- Tauroszyszki/Taurusiškės
- Trakiszki/Trakiškės
- Trompole/Trumpalis
- Widugiery/Vidugiriai
- Wiłkopedzie/Vilkapėdžiai
- Wojciuliszki/Vaičiuliškės
- Wojtokiemie/Vaitakiemis
- Wołyńce/Valinčiai
- Żwikiele/Žvikeliai

### Gmina Gorlice
Offiziell zweisprachig (lemkische Sprache) sind seit 24. November 2008:
- Bielanka/Білянка (Bilanka)

### Gmina Bytów
Offiziell zweisprachig (Kaschubische Sprache) sind seit 1. Dezember 2009:
- Bory/Bòrë
- Bytów/Bëtowò
- Dąbie/Dąbié
- Dąbki/Dąbczi
- Gostkowo/Gòstkòwò
- Leśno/Lesno
- Mała Wieś/Môłô Wies
- Mądrzechowo/Mądrzechòwò
- Międzygórze/Midzëgòrzé
- Mokrzyn/Mòkrzëno
- Niezabyszewo/Niezabëszewò
- Płotowo/Wiôldżé Płótowò
- Płotówko/Môłé Płótowò
- Pomysk Mały/Môłi Pòmësk
- Pomysk Wielki/Wiôldżi Pòmësk
- Pomyski Młyn/Pòmësczi Młin
- Pyszno/Pëszno
- Rekowo/Rekòwò
- Rzepnica/Rzepnica
- Sierzno/Sérzno
- Szarzyn/Szarzëno
- Świątkowo/Swiątkòwò
- Świerkówko/Swiérkówkò